# Касли
Касли (на руски: Касли) е град в Русия, административен център на Каслински район, Челябинска област. Населението му към 1 януари 2018 година е 16 013 души.